# Indalmus hanchunglinensis
Indalmus hanchunglinensis is een keversoort uit de familie zwamkevers (Endomychidae). De wetenschappelijke naam van de soort werd in 1992 gepubliceerd door Li.